# Linda Kisabaka
Linda Kisabaka (* 9. April 1969 in Wuppertal) ist eine ehemalige deutsche Leichtathletin und Olympiamedaillengewinnerin, die in den 1990er Jahren im 400-Meter-Lauf und im 800-Meter-Lauf erfolgreich war. Ihr größter Erfolg ist die Bronzemedaille bei den Olympischen Spielen 1996 mit der 4-mal-400-Meter-Staffel. Nach dem Ende ihrer sportlichen Karriere wechselte sie in die Verkehrsbranche und ist seit 2025 als Geschäftsführerin der Ruhrbahn tätig.

## Karriere
Linda Kisabaka, deren Vater aus Zaire stammt, startete zunächst für die LG Bayer 04 Leverkusen (Trainer: Gerd Osenberg), später für das LAZ Leipzig. Ihr Trainer war Cheick-Idriss Gonschinska, der auch Nico Motchebon trainierte. In ihrer aktiven Zeit war sie 1,66 m groß und wog 51 kg. Sie hat einen Abschluss als Diplom-Kauffrau und promovierte auf dem Gebiet des Marketings.
Nach mehreren Jahren auf der 400-Meter-Strecke spezialisierte Kisabaka sich unter anderem auf Anraten von Nico Motchebon 1996 auf die 800-Meter-Strecke. Sie gelangte damit nicht zu Medaillenerfolgen bei internationalen Höhepunkten, konnte aber mit einer Vorlauf-Zeit von 1:58,54 min bei den Deutschen Meisterschaften 1996 zwischenzeitlich Platz sechs der Weltrangliste belegen. In der Nachsaison gelang ihr eine Zeit von 1:58,24 min; 1996 und 1997 wurde sie Deutsche Meisterin. 2001 beendete sie ihre Sportlerkarriere.
Nach ihrer Sportlerkarriere war Kisabaka bei der DB Regio Südost in Leipzig beschäftigt und für das Thema Marketing zuständig. Anschließend kam sie zum Eisenbahnverkehrsunternehmen Abellio Rail Mitteldeutschland und wechselte danach am 1. Februar 2021 als Geschäftsführerin zum Augsburger Verkehrsverbund. Ende August 2024 wurde bekannt, dass Kisabaka zum 1. Januar 2025 als Geschäftsführerin zur Ruhrbahn, dem gemeinsamen Verkehrsunternehmen der Städte Essen und Mülheim an der Ruhr, geht.

## Erfolge im Einzelnen
- 1987, Junioreneuropameisterschaften (für die Bundesrepublik startend): Platz 3 im 400-Meter-Lauf (53,89 s); Platz 2 mit der 4-mal-400-Meter-Staffel (3:38,49 min)
- 1992, Olympische Spiele: Platz 6 mit der 4-mal-400-Meter-Staffel
- 1994, Europameisterschaften: Eingesetzt im Vorlauf der 4-mal-400-Meter-Staffel, die im Endlauf die Bronzemedaille gewann
- 1995, Weltmeisterschaften: Platz 4 mit der 4-mal-400-Meter-Staffel
- 1996, Olympische Spiele: Platz 3 mit der 4-mal-400-Meter-Staffel (3:21,14 min, zusammen mit Uta Rohländer, Anja Rücker und Grit Breuer. Linda Kisabaka lief als zweite Läuferin). Dafür wurden sie und ihre Staffelkameradinnen mit dem Silbernen Lorbeerblatt ausgezeichnet.[4] Im 800-Meter-Lauf ist sie im Halbfinale ausgeschieden; Europacup: Platz 1 mit der 4-mal-400-Meter-Staffel; Deutsche Meisterschaften: Platz 1 im 800-Meter-Lauf (2:00,94 min)
- 1997, Deutsche Meisterschaften: Platz 1 im 800-Meter-Lauf (2:00,52 min)

## Veröffentlichungen
- Kisabaka, Linda: Marketing für Luxusprodukte, (Beiträge zum Produktmarketing 32), 2001, ISBN 3-922292-45-3